# Cercyonis borealis
Cercyonis borealis är en fjärilsart som beskrevs av Ralph L. Chermock 1928. Cercyonis borealis ingår i släktet Cercyonis och familjen praktfjärilar. Inga underarter finns listade i Catalogue of Life.